# 1890 год в кино

## События
- Впервые движущееся изображение зафиксировано на целлулоидной плёнке британским изобретателем Уильямом Фризе-Грином в Гайд-парке в Лондоне в 1889 году. Этот процесс запатентован в 1890 году.
- Уильям Диксон завершает работу над цилиндрами для кинетоскопа в лаборатории Томаса Эдисона (возможно это произошло ещё в 1889 году). «Шалости» становятся первым фильмом снятым по этой системе и вообще первым американским фильмом.

## Фильмы
- «Трафальгарская площадь в Лондоне» (англ. London's Trafalgar Square), Великобритания (реж. Вордсворт Донисторп, Уильям Карр Крофтс (англ. William Carr Crofts)).
- «Шалости» (англ. Monkeyshines), США (реж. Уильям Диксон, Уильям Хейз (англ. William Heise)).

## Персоналии

### Родились
- 4 января — Вейлер Хильдебранд (швед. Weyler Hildebrand), шведский актёр, режиссёр и сценарист (умер в 1944 году).
- 6 января — Тор Вайден (швед. Tor Weijden), шведский актёр (умер в 1931 году).
- 10 января — Пина Меникелли (англ. Pina Menichelli), итальянская актриса (умерла в 1984 году).
- 30 января — Бруно Кастнер (нем. Bruno Kastner), немецкий актёр (умер в 1932 году).
- 22 февраля — Казимеж Опалиньский, польский актёр и режиссёр (умер в 1979 году).
- 18 марта — Анри Декуэн, французская писатель, сценарист и режиссёр.
- 14 июня — Мей Эллисон, американская актриса (умерла в 1989 году).
- 16 июня — Стэн Лорел, британский актёр (умер в 1965 году).
- 2 августа — Мэрин Саис (англ. Marin Sais), американская актриса (умерла в 1971 году).
- 27 августа — Ман Рэй, французский и американский художник, фотограф и кинорежиссёр (умер в 1976 году).
- 4 сентября — Гуннар Соммерфельдт (дат. Gunnar Sommerfeldt), датский актёр и режиссёр (умер в 1947 году).
- 4 сентября — Найма Вифстранд, шведская актриса оперетты, театра и кино, режиссёр, композитор (умер в 1968 году).
- 1 октября — Стэнли Холлоуэй (англ. Stanley Holloway), британский актёр (умер в 1982 году).
- 2 октября — Граучо Маркс, американский актёр, комик (умер в 1977 году).
- 9 октября — Самюэль Хоффенштейн, американский сценарист (умер в 1947 году).
- 12 октября — Карл Хагман (швед. Carl Hagman), шведский певец и актёр (умер в 1949 году).
- 25 декабря — Хуго Боландер (швед. Hugo Bolander), шведский продюсер, режиссёр, актёр и сценарист (умер в 1976 году).

### Скончались
- 16 сентября — Луи Лепренс, французский изобретатель, пионер кинематографа, режиссёр (родился в 1842 году).